# اینگرید کرامر
اینگرید کرامر (به آلمانی: Ingrid Krämer) ورزشکار زن رشتهٔ شیرجه اهل کشور آلمان است. وی در بین سال‌های ‎۱۹۶۰ تا ۱۹۶۴ میلادی در مسابقات بازی‌های المپیک تابستانی در مجموع ۴ مدال، شامل ۳ مدال طلا و ۱ نقره را کسب کرد.